# عبدالسلام عارف
عبدالسلام عارف (زاده ۲۱ مارس ۱۹۲۱ – درگذشته ۱۳ آوریل ۱۹۶۶) رئیس‌جمهور سابق کشور عراق بین سال‌های ۱۹۶۳ تا ۱۹۶۶ بود.
سرهنگ عبدالسلام عارف در ۸ فوریه ۱۹۶۳ با کودتا علیه عبدالکریم قاسم و قتل او، قدرت را در دست گرفت و اعضای حزب بعث عراق را وارد کابینه‌ی خود کرد. عارف در سال ۱۹۶۶ در یک حادثه مشکوک هوایی کشته شد و برادرش عبدالرحمن عارف به قدرت رسید.